# Гражданская война в Сомали (2006—2009)
Война в Сомали (2006–2009)  или вторжение Эфиопии в Сомали — американо-эфиопская военная операция против вооруженных формирований сомалийского Союза исламских судов, начавшаяся в октябре 2006 года и закончившаяся в 2009 году.

## Хронология

### 2006 год
- 9 октября-22 декабря — эфиопские войска вторглись в Сомали, чтобы поддержать одну из сторон гражданской войны в боях за Баидоа, где укрылись формирования прежнего правительства Сомали. Союз исламских судов (СИС) объявил джихад Эфиопии.
- 20 декабря — численность эфиопского экспедиционного корпуса в Сомали достигла 8 тыс. солдат.
- 25 декабря — Эфиопская авиация разбомбила два сомалийских аэродрома в Могадишо и Бейлдогл (англ. Balidogle) Также эфиопская армия захватила ключевой приграничный город Беледуэйне (англ. Beledweyne). Переходное правительство Сомали закрыло воздушную, наземную и морскую границы страны.
- 27 декабря — эфиопские войска установили контроль над сомалийским городом Джовхар (англ. Jowhar) и подошли на расстояние 30 км к сомалийской столице.
- 28 декабря — Штурм столицы Могадишо. Боевики СИС оказали слабое сопротивление, войска Сомали огнём с дальней дистанции выбили немногочисленных боевиков из города. Основная часть исламистов из СИС покинули столицу страны, «чтобы избежать массированных бомбардировок». Однако после этого в Могадишо состоялась многотысячная демонстрация против присутствия в Сомали эфиопских войск.

### 2007 год
- 1 января — исламисты из СИС оставили Кисмайо.
- 4 января — исламисты из СИС объявили о начале партизанской войны.
- 9 января — американская авиация (AC-130), базирующаяся в Джибути, нанесла ракетно-бомбовый удар по предполагаемым позициям исламистов.
- 10 января — в Могадишо обстреляна база эфиопских и сомалийских военных. К берегам Сомали направлено соединение американских кораблей во главе с авианосцем USS Dwight D. Eisenhower (CVN-69).
- 13 января — взята последняя цитадель сомалийских исламистов - город Рас Камбони. Боевики ушли в леса и заявили о продолжении войны.
- 16 января — в Могадишо после временного затишья продолжились бои.
- 19 января — в Могадишо исламисты из гранатомета обстреляли президентский дворец. Рассеять повстанцев удалось лишь с помощью эфиопских танков.
- 20 января — в Могадишо боевики обстреляли колонну эфиопских войск из гранатометов и автоматов. В ответ эфиопские военнослужащие применили тяжелое вооружение.
- 23 января — эфиопские войска уходят из Могадишо. Фактический конец спецоперации. Исламисты контролируют лишь некоторые лесные массивы на юге страны. Но представители СИС заявили, что не исключают повторный штурм Могадишо после того, как его покинут войска Эфиопии.
- 24 января — американцы бомбардируют юг Сомали.
- 26 января — повстанцы из СИС ведут интенсивные бои с эфиопскими войсками по всей территории Сомали. Наиболее они активны в Могадишо. Также нанесен миномётный удар по аэропорту в столице Сомали. Осуществили его также сторонники СИС.
- 26 января — повстанцы СИС нанесли артиллерийский удар по позициям эфиопских войск. По предварительным данным, в районе Могадишо скрываются 3 тысячи исламистов.
- 2007, 30 января — в Могадишо обстреляны позиции эфиопских войск из гранатомета. За нападением стоит СИС. Также боевики СИС устроили бои на улицах в города. Начались они после того, как один из исламистов бросил гранату в полицейского. От полученных ран он скончался, в ходе боев погиб также 1 мирный житель.
- 2007, 31 января — повстанцы СИС захватили в плен американских военных. Американское командование не подтверждает эту информацию.
- 2007, 2 февраля — исламисты СИС подвергли ракетному обстрелу столицу Могадишо.
- 2007, 5 февраля — исламисты СИС подвергли ракетному обстрелу порт столицы Могадишо. Суда не пострадали.
- 2007, 6 февраля — сторонники СИС обстреляли из миномёта президентский дворец в Могадишо. Сделано несколько выстрелов.
- 2007, 9 февраля — партизаны из СИС выпустили ракету по гостинице, расположенной в северной части Могадишо.
- 2007, 13 февраля — партизаны из СИС бросили гранату в дом министра торговли Абдуллахи Ахмеда Афраха. В другой части Могадишо боевики обстреляли район близ порта и совершили нападение на полицейский участок.
- 2007, 15 февраля — партизаны из СИС обстреляли из миномёта морской порт и позиции эфиопских военнослужащих в Могадишо. Эфиопские военные открыли ответный огонь. Имеются убитые и раненые.
- 2007, 17 февраля — партизаны из СИС обстреляли позиции правительственных и эфиопских войск в Могадишо.
- 2007, 18 февраля — партизаны из СИС обстреляли такси в Могадишо, в котором ехали трое полицейских. Один полицейский был убит на месте, двое его коллег получили тяжелые ранения.
- 2007, 20 февраля — исламисты из СИС штурмуют столицу Сомали - город Могадишо. Они обстреляли город из гранатометов. Около 10 погибших.
- 2007, 1 марта — прибытие в Сомали угандийских миротворцев.
- 2007, 2 марта — боевики СИС выпустили 6 миномётных снарядов по Могадишо.
- 2007, 6 марта — боевики СИС начали второй штурм Могадишо. Его осуществляют около 100 повстанцев. В городе идут тяжелые бои, есть раненые и убитые.
- 2007, 7 марта — исламисты СИС устроили засаду на солдат угандийского миротворческого контингента. В ходе перестрелки ранено 3 мирных жителя.
- 2007, 9 марта — сбит из РПГ белорусский транспортный самолёт Ил-76, перевозивший БМП для угандийского контингента. Все члены экипажа и угандийские военные не пострадали.
- 2007, 13 марта — исламисты СИС совершили покушение на заместителя мэра Могадишо Ибрагима Шавейе. Взрывное устройство было приведено в действие в тот момент, когда кортеж машин вице-мэра проезжал по одной из улиц в северной части Могадишо. В результате взрыва погибли два человека, ещё четыре ранены, в том числе охранник. Шавейе получил незначительные ранения в ногу. В другой части Могадишо почти в то же время, когда произошёл взрыв в столице, был обстрелян конвой машин с эфиопскими солдатами. По свидетельству очевидцев, один из автомобилей был подбит выстрелом из гранатомета и загорелся.
- 2007, 23 марта — в 80 км от Могадишо сбит белорусский транспортный самолёт Ил-76, зафрахтованный Африканским Союзом. Все 11 членов экипажа погибли.
- 2007, 29 марта — боевики СИС начали новый штурм Могадишо. В последующие дни происходили ожесточённые бои с участием эфиопской армии, в ходе которых был сбит эфиопский вертолёт, а также погибло большое число мирных жителей. По данным эфиопского командования, к 1 апреля было уничтожено более 200 боевиков. К 10 апреля в ходе боёв погибло более 1000 человек, а более 4000 были ранены.
- 1 апреля — сомалийский клан Хавийе объявил о перемирии с эфиопскими войсками. Боевые действия в Могадишо приостановлены.
- 5 апреля — в штаб-квартире Лиги арабских государств в Каире произошло экстренное совещание по сомалийскому вопросу с участием представителей Африканского союза, Евросоюза, США, мусульманских стран. Генеральный секретарь ЛАГ Амр Муса призвал к замене эфиопских войск в Сомали африканскими миротворцами в соответствии с резолюцией 1744 Совбеза ООН.
- 8 апреля — США в обход санкций позволили КНДР продать оружие Эфиопии.
- 10 апреля — заместитель главы правительства страны Хусейн Айдид призвал Эфиопию вывести свои войска из Сомали.
- 17 апреля — возобновление боевых действий в Могадишо.
- 18 апреля — заместитель премьер-министра Сомали Хуссейн Айдид, лидер Исламских Судов Шейх Шариф Ахмед и бывший спикер Шариф Хассан на встрече в Асмэре выступили с совместным заявлением, призвав Эфиопию немедленно вывести свои войска из Сомали, в противном случае сомалийский народ объединится против «жестокой оккупации».
- 19 апреля — управление верховного комиссариата ООН по делам беженцев сообщило, что с февраля Могадишо покинули 321 тысяча мирных жителей.
- 21 апреля — по данным главы правозащитной организации Elman Human Rights Group, за день в Могадишо погибло 52 мирных жителя и 12 повстанцев. За время боевых действий 18—20 апреля, как сообщается, погибло не менее 113 мирных жителей и более 200 ранены, потери воюющих сторон неизвестны.
- 26 апреля — премьер-министр Сомали Али Мохаммед Геди заявил, что правительственные силы при поддержке эфиопской армии одержали победу над повстанцами в Могадишо, и основные бои в городе закончены.
- 10 мая — в Могадишо, у гостиницы «Амбасадор», где проживают представители администрации, взорвалась мина.
- 2 августа — сообщения о кровопролитных боях между повстанцами и правительственными войсками в Могадишо. Незадолго до этого повстанцы атаковали базу эфиопской армии.
- 28 декабря — эфиопские войска оставили город Гуриель (англ. Guriel).

### 2008 год
- 2 января — сомалийские боевики отпустили похищенных медиков.
- 5 января — похищенных в Сомали ливийских дипломатов отпустили.
- 28 января — четыре человека, включая двоих докторов-иностранцев из организации «Врачи без границ» (MSF) погибли при взрыве в порту города Кисмайо (Kismayo), на юге Сомали.
- 3 марта — США нанесли точечный ракетный удар по сомалийской деревне.
- 19 марта — США внесли сомалийских исламистов в список террористических организаций.
- 4 апреля — исламисты захватили город на подступах к столице Сомали.
- 14 апреля — в Сомали боевики расстреляли иностранных учителей из пулемёта.
- 20 апреля — столкновения в столице Сомали — за выходные погиб 81 человек.
- 21 апреля — Эфиопия разорвала дипломатические отношения с Катаром.
- 5 мая — в Сомали разбомбили главу местной ячейки «Аль-Каиды».
- 28 июня — в Сомали боевики отпустили двух захваченных скандинавов.
- 21 августа — боевики напали на дворец президента Сомали.
- 22 августа — сомалийские исламисты захватили главный порт страны,Кисмайо.
- 21-22 сентября — жертвами нападения исламистов на Могадишо стали 23 человека.
- 22 сентября — похищенный в Сомали немец выпущен на свободу.
- 21 октября — боевики отбили у сомалийских пиратов захваченное индийское судно.
- 27 октября — правительство Сомали заключило перемирие с исламистами.[1]
- 27 октября — сомалийские боевики отвергли условия перемирия.[1]
- 29 октября — при терактах на севере Сомали погибли 30 человек.[2]
- 29 октября — американцы заявили о причастности «Аль-Каиды» к терактам в Сомали.[3]
- 12 ноября — исламисты захватили порт в Сомали.[4]
- 14 ноября — сомалийские исламисты вплотную подошли к столице страны.[5]
- 21 ноября — сомалийские исламисты начали охоту на захватчиков супертанкера.[6]
- 24 ноября — Америка заявила о причастности «Аль-Каиды» к захвату супертанкера.[7]
- 28 ноября — эфиопские войска покинут Сомали до конца года.[8]
- 2 декабря — лидер сомалийских исламистов призвал пиратов отпустить корабли.[9]

### 2009 год
- 4 января — боевики освободили похищенных в Сомали европейских журналистов.[10]
- 11 января — между сомалийскими исламистами разгорелась междоусобица.[11]
- 14 января — в результате боев в Могадишо погибли 14 мирных граждан.[12]
- 16 января — исламисты восстановили контроль над столицей Сомали.[13]
- 31 января — парламент Сомали выбрал президента — Шейх Шариф Ахмед.[14]
- 2 февраля — африканские миротворцы застрелили 18 сомалийцев.[15]
- 13 февраля — «Аль-Каида» объявила джихад президенту Сомали.[16]
- 22 февраля — сомалийские исламисты напали на базу африканских миротворцев.[17]
- 9 марта — кенийские войска вошли на территорию Сомали.[18]
- 10 марта — правительство Сомали ввело в стране шариат.[19]
- 12 марта — на стороне сомалийских исламистов воюют граждане США.[20]
- 19 марта — Осама бин Ладен призвал к свержению президента Сомали.[21]
- 18 апреля — в Сомали введен шариат.
- 20 мая — Африка потребовала от ООН объявить блокаду Сомали.
- 22 мая — в Сомали возобновились столкновения между правительственными войсками и исламистами.
- 24 мая — террорист взорвал себя на военной базе в Могадишо — погибли 3 человека.

## Потери
Всего в Сомали с 2007 г. в результате боевых действий погибли около 19 тыс. человек, а до 1,5 млн сомалийцев были вынуждены покинуть свои дома.

## Теракты шахидов
- 3 июня, 2007 джихад-мобиль взорвался около дома временного премьер-министра Сомали. 6 человек погибли, 10 получили ранения, большинство из пострадавших были телохранителями[5].
- 22 февраля, 2009 года террористы из аш-Шабаб взорвали грузовик со взрывчаткой возле военной базы Африканского союза в Могадишо. Погибли 11 бурундийских миротворцев[6].
- 3 декабря, 2009 боевик аш-Шабаб переодетый под женщину вошёл на церемонию медицинской школы и взорвал себя. Погибли 23 человека, в том числе трое министров временного правительства[7][8].